# Llista de topònims d'Os de Balaguer
Llista de topònims (noms propis de lloc) del municipi d'Os de Balaguer, a la Noguera
Informació actualitzada per un bot. Els canvis manuals es perdran quan s'actualitzi!

## antic assentament
| imatge | Nom                                | Ubicat a       | instància de                           | Detalls                     | coordenades | Protecció                                  | Commons (més fotos)                | Dades a WD                    |
| ------ | ---------------------------------- | -------------- | -------------------------------------- | --------------------------- | --- | ------------------------------------------ | ---------------------------------- | ----------------------------- |
|        | Alberola Vella                     | Os de Balaguer | antic assentament                      |                             | 41° 55′ 54″ N, 0° 40′ 05″ E / 41.9315454211529°N,0.667955996785708°E 788 msnm                                       |                                            | Alberola Vella                     | Modifica les dades a Wikidata |
|        | Os Vell                            | Os de Balaguer | antic assentament despoblat            |                             | 41° 52′ 14″ N, 0° 43′ 02″ E / 41.8706131575726°N,0.717358124657485°E                                                |                                            |                                    | Modifica les dades a Wikidata |
|        | Sant Salvador del Vilot d'Alberola | Os de Balaguer | antic assentament jaciment arqueològic | Estil: arquitectura popular | 41° 55′ 53″ N, 0° 40′ 04″ E / 41.931405°N,0.667865°E ca:En un turó al peu del Montessor, al sud d'Alberola 787 msnm | bé integrant del patrimoni cultural català | Sant Salvador del Vilot d'Alberola | Modifica les dades a Wikidata |

## cabana
| imatge | Nom                      | Ubicat a       | instància de | Detalls | coordenades                                                          | Protecció | Commons (més fotos) | Dades a WD                    |
| ------ | ------------------------ | -------------- | ------------ | ------- | -------------------------------------------------------------------- | --------- | ------------------- | ----------------------------- |
|        | cabana de Bòria          | Os de Balaguer | cabana       |         | 41° 54′ 22″ N, 0° 38′ 57″ E / 41.9061900189449°N,0.649240355763085°E |           |                     | Modifica les dades a Wikidata |
|        | cabana de Collo          | Os de Balaguer | cabana       |         | 41° 53′ 53″ N, 0° 42′ 28″ E / 41.8979887857733°N,0.707727921817966°E |           |                     | Modifica les dades a Wikidata |
|        | cabana de Durflà         | Os de Balaguer | cabana       |         | 41° 54′ 52″ N, 0° 40′ 40″ E / 41.914563711877°N,0.67768482467366°E   |           |                     | Modifica les dades a Wikidata |
|        | cabana de Faura          | Os de Balaguer | cabana       |         | 41° 54′ 02″ N, 0° 39′ 10″ E / 41.900550200886°N,0.65287793861996°E   |           |                     | Modifica les dades a Wikidata |
|        | cabana de Fildet         | Os de Balaguer | cabana       |         | 41° 54′ 03″ N, 0° 39′ 06″ E / 41.9009535854767°N,0.651686804144924°E |           |                     | Modifica les dades a Wikidata |
|        | cabana de Gassent        | Os de Balaguer | cabana       |         | 41° 53′ 00″ N, 0° 40′ 06″ E / 41.8832457922001°N,0.66837636444878°E  |           |                     | Modifica les dades a Wikidata |
|        | cabana de Jerònima       | Os de Balaguer | cabana       |         | 41° 54′ 08″ N, 0° 39′ 23″ E / 41.9021472771877°N,0.656332501470005°E |           |                     | Modifica les dades a Wikidata |
|        | cabana de Laiet          | Os de Balaguer | cabana       |         | 41° 51′ 33″ N, 0° 40′ 01″ E / 41.85904°N,0.667°E                     |           |                     | Modifica les dades a Wikidata |
|        | cabana de Llobera        | Os de Balaguer | cabana       |         | 41° 55′ 22″ N, 0° 39′ 24″ E / 41.9228939693392°N,0.656622150674869°E |           |                     | Modifica les dades a Wikidata |
|        | cabana de Marxet         | Os de Balaguer | cabana       |         | 41° 53′ 54″ N, 0° 39′ 17″ E / 41.8983976072152°N,0.654854385586907°E |           |                     | Modifica les dades a Wikidata |
|        | cabana de Miquel Anton   | Os de Balaguer | cabana       |         | 41° 52′ 05″ N, 0° 39′ 57″ E / 41.8679831831897°N,0.665846863445385°E |           |                     | Modifica les dades a Wikidata |
|        | cabana de Miquel de Joan | Os de Balaguer | cabana       |         | 41° 54′ 54″ N, 0° 37′ 02″ E / 41.9149126662697°N,0.617160535088914°E |           |                     | Modifica les dades a Wikidata |
|        | cabana de Peret          | Os de Balaguer | cabana       |         | 41° 53′ 48″ N, 0° 39′ 19″ E / 41.8967121428409°N,0.655229489977204°E |           |                     | Modifica les dades a Wikidata |
|        | cabana de Polo           | Os de Balaguer | cabana       |         | 41° 54′ 09″ N, 0° 39′ 34″ E / 41.9026234386286°N,0.659365059381946°E |           |                     | Modifica les dades a Wikidata |
|        | cabana de Sardall        | Os de Balaguer | cabana       |         | 41° 52′ 04″ N, 0° 44′ 20″ E / 41.8677607047534°N,0.738870295870846°E |           |                     | Modifica les dades a Wikidata |
|        | cabana de l'Ajuntament   | Os de Balaguer | cabana       |         | 41° 51′ 36″ N, 0° 39′ 53″ E / 41.8600997809576°N,0.664808531266783°E |           |                     | Modifica les dades a Wikidata |
|        | cabana del Guarda        | Os de Balaguer | cabana       |         | 41° 51′ 49″ N, 0° 40′ 13″ E / 41.8636260148588°N,0.670366778174653°E |           |                     | Modifica les dades a Wikidata |
|        | cabana del Llorenç       | Os de Balaguer | cabana       |         | 41° 54′ 40″ N, 0° 37′ 39″ E / 41.9111622645653°N,0.627403728657415°E |           |                     | Modifica les dades a Wikidata |
|        | cabana del Navarro       | Os de Balaguer | cabana       |         | 41° 53′ 03″ N, 0° 40′ 23″ E / 41.8840355225841°N,0.673120136908067°E |           |                     | Modifica les dades a Wikidata |
|        | cabana del Pirra         | Os de Balaguer | cabana       |         | 41° 54′ 31″ N, 0° 41′ 46″ E / 41.908628405315°N,0.69598452648134°E   |           |                     | Modifica les dades a Wikidata |
|        | cabana del Ramon Petit   | Os de Balaguer | cabana       |         | 41° 50′ 57″ N, 0° 43′ 52″ E / 41.8491916625885°N,0.731189323740395°E |           |                     | Modifica les dades a Wikidata |
|        | cabana del Sotinyo       | Os de Balaguer | cabana       |         | 41° 53′ 19″ N, 0° 41′ 26″ E / 41.888708618478°N,0.69067455497781°E   |           |                     | Modifica les dades a Wikidata |
|        | cabana del Torrat        | Os de Balaguer | cabana       |         | 41° 51′ 34″ N, 0° 40′ 21″ E / 41.8593307794358°N,0.672618962342345°E |           |                     | Modifica les dades a Wikidata |
|        | cabana del Xano          | Os de Balaguer | cabana       |         | 41° 52′ 57″ N, 0° 40′ 16″ E / 41.8825091001569°N,0.671126796373185°E |           |                     | Modifica les dades a Wikidata |
|        | cabana dels Bous         | Os de Balaguer | cabana       |         | 41° 53′ 14″ N, 0° 41′ 55″ E / 41.8873503361361°N,0.698611153338626°E |           |                     | Modifica les dades a Wikidata |
|        | corral d'Antillac        | Os de Balaguer | cabana       |         | 41° 57′ 02″ N, 0° 34′ 48″ E / 41.9506097487202°N,0.580036127714856°E |           |                     | Modifica les dades a Wikidata |
|        | corral de Miquel         | Os de Balaguer | cabana       |         | 41° 56′ 51″ N, 0° 34′ 39″ E / 41.94761669175°N,0.57756339700709°E    |           |                     | Modifica les dades a Wikidata |
|        | corral de Salep          | Os de Balaguer | cabana       |         | 41° 53′ 42″ N, 0° 41′ 47″ E / 41.89512924365°N,0.69647002908687°E    |           |                     | Modifica les dades a Wikidata |
|        | corral de Ton d'Arrel    | Os de Balaguer | cabana       |         | 41° 53′ 33″ N, 0° 40′ 40″ E / 41.8924492833416°N,0.677672130211895°E |           |                     | Modifica les dades a Wikidata |
|        | corral de les Carboneres | Os de Balaguer | cabana       |         | 41° 57′ 57″ N, 0° 39′ 21″ E / 41.9657272052668°N,0.655788383319022°E |           |                     | Modifica les dades a Wikidata |
|        | corral del Campell       | Os de Balaguer | cabana       |         | 41° 57′ 19″ N, 0° 38′ 40″ E / 41.9553534288378°N,0.644405212223596°E |           |                     | Modifica les dades a Wikidata |
|        | corral del Miquelet      | Os de Balaguer | cabana       |         | 41° 50′ 21″ N, 0° 46′ 49″ E / 41.839143854348°N,0.78037428705891°E   |           |                     | Modifica les dades a Wikidata |
|        | corral del Nadal         | Os de Balaguer | cabana       |         | 41° 54′ 44″ N, 0° 37′ 22″ E / 41.9121291662923°N,0.622774177752414°E |           |                     | Modifica les dades a Wikidata |
|        | corral del Patge         | Os de Balaguer | cabana       |         | 41° 53′ 33″ N, 0° 41′ 12″ E / 41.8924218035444°N,0.686568504535009°E |           |                     | Modifica les dades a Wikidata |
|        | era del Campell          | Os de Balaguer | cabana       |         | 41° 57′ 18″ N, 0° 38′ 28″ E / 41.9550170832182°N,0.641184149468013°E |           |                     | Modifica les dades a Wikidata |
|        | era del Miquelet         | Os de Balaguer | cabana       |         | 41° 49′ 31″ N, 0° 48′ 31″ E / 41.8253785647625°N,0.808574254284002°E |           |                     | Modifica les dades a Wikidata |
|        | eres de l'Antillac       | Os de Balaguer | cabana       |         | 41° 49′ 29″ N, 0° 48′ 18″ E / 41.8247317448174°N,0.804887771531168°E |           |                     | Modifica les dades a Wikidata |
|        | pleta de la Forestal     | Os de Balaguer | cabana       |         | 41° 56′ 04″ N, 0° 37′ 33″ E / 41.9344535974594°N,0.625756237739813°E |           |                     | Modifica les dades a Wikidata |

## castell
| imatge | Nom                            | Ubicat a       | instància de | Detalls                      | coordenades                                                                                                   | Protecció                                            | Commons (més fotos)                | Dades a WD                    |
| ------ | ------------------------------ | -------------- | ------------ | ---------------------------- | --- | ---------------------------------------------------- | ---------------------------------- | ----------------------------- |
|        | Castell de Gerb                | Gerb           | castell      |                              | 41° 49′ 40″ N, 0° 48′ 12″ E / 41.827899°N,0.803373°E ca:Tossal de Gerb, sobre el poble 364 msnm               | bé d'interès cultural bé cultural d'interès nacional | Castell de Gerb                    | Modifica les dades a Wikidata |
|        | Castell i vilatge de Montessor | Os de Balaguer | castell      |                              | 41° 55′ 32″ N, 0° 38′ 31″ E / 41.9255138889°N,0.642005555556°E                                                | bé integrant del patrimoni cultural català           | Castell i Santa Maria de Montessor | Modifica les dades a Wikidata |
|        | castell d'Os                   | Os de Balaguer | castell      | 17th century                 | 41° 52′ 18″ N, 0° 43′ 03″ E / 41.8717388889°N,0.717605555556°E ca:Carrer del Castell, Os de Balaguer 480 msnm | bé d'interès cultural bé cultural d'interès nacional | Castell d'Os de Balaguer           | Modifica les dades a Wikidata |
|        | castell de Tragó               | Os de Balaguer | castell      | Estil: arquitectura romànica | 41° 56′ 48″ N, 0° 36′ 32″ E / 41.9466388889°N,0.608816666667°E ca:Nucli despoblat de Tragó 454 msnm           | bé d'interès cultural bé cultural d'interès nacional |                                    | Modifica les dades a Wikidata |

## cova
| imatge | Nom                 | Ubicat a       | instància de | Detalls | coordenades                                                          | Protecció | Commons (més fotos) | Dades a WD                    |
| ------ | ------------------- | -------------- | ------------ | ------- | -------------------------------------------------------------------- | --------- | ------------------- | ----------------------------- |
|        | cova de Morelló     | Os de Balaguer | cova         |         | 41° 53′ 14″ N, 0° 40′ 29″ E / 41.8871392227075°N,0.674730941455985°E |           |                     | Modifica les dades a Wikidata |
|        | cova del Foric d'Os | Os de Balaguer | cova         |         | 41° 51′ 46″ N, 0° 43′ 09″ E / 41.8627979476211°N,0.719274756256319°E |           |                     | Modifica les dades a Wikidata |
|        | lo Forat Bufador    | Os de Balaguer | cova         |         | 41° 50′ 51″ N, 0° 47′ 17″ E / 41.8474822478427°N,0.788041813813444°E |           |                     | Modifica les dades a Wikidata |

## curs d'aigua
| imatge | Nom                 | Ubicat a                                                                            | instància de | Detalls                       | coordenades                                                                                       | Protecció | Commons (més fotos) | Dades a WD                    |
| ------ | ------------------- | ----------------------------------------------------------------------------------- | ------------ | ----------------------------- | ------------------------------------------------------------------------------------------------- | --------- | ------------------- | ----------------------------- |
|        | Noguera Ribagorçana | Vall d'Aran Alta Ribagorça Pallars Jussà Noguera Segrià Aragó                       | curs d'aigua | Desemboca: Segre Llarg: 133km | 42° 37′ 36″ N, 0° 42′ 21″ E / 42.6267°N,0.7058°E 41° 40′ 29″ N, 0° 42′ 22″ E / 41.6747°N,0.7061°E |           | Noguera Ribagorçana | Modifica les dades a Wikidata |
|        | riu de Farfanya     | les Avellanes i Santa Linya Os de Balaguer Castelló de Farfanya Menàrguens Balaguer | curs d'aigua | Desemboca: Segre Llarg: 35km  | 41° 43′ 51″ N, 0° 45′ 52″ E / 41.7309°N,0.764358°E                                                |           | Farfanya River      | Modifica les dades a Wikidata |

## edifici
| imatge | Nom                    | Ubicat a       | instància de    | Detalls                               | coordenades                                                                         | Protecció | Commons (més fotos)    | Dades a WD                    |
| ------ | ---------------------- | -------------- | --------------- | ------------------------------------- | ----------------------------------------------------------------------------------- | --------- | ---------------------- | ----------------------------- |
|        | Antiga Estació de Gerb | Os de Balaguer | edifici         | Estil: modernisme català 20th century | 41° 49′ 27″ N, 0° 48′ 45″ E / 41.824166666667°N,0.8125°E ca:Al sud de Gerb 230 msnm |           | Antiga estació de Gerb | Modifica les dades a Wikidata |
|        | el Calvari             | Os de Balaguer | edifici capella |                                       | 41° 52′ 54″ N, 0° 45′ 01″ E / 41.8816046371651°N,0.750409321001683°E 635 msnm       |           |                        | Modifica les dades a Wikidata |

## embassament
| imatge | Nom                 | Ubicat a                                              | instància de     | Detalls                                          | coordenades                                                                           | Protecció | Commons (més fotos) | Dades a WD                    |
| ------ | ------------------- | ----------------------------------------------------- | ---------------- | ------------------------------------------------ | ------------------------------------------------------------------------------------- | --------- | ------------------- | ----------------------------- |
|        | pantà de Canelles   | Ribagorça Os de Balaguer Àger Sant Esteve de la Sarga | embassament llac | Superfície: 1569ha Volum: 688hm³ Conca: 1628km²  | 41° 58′ 43″ N, 0° 36′ 44″ E / 41.97861111°N,0.61222222°E Noguera Ribagorçana 506 msnm |           | Canelles Reservoir  | Modifica les dades a Wikidata |
|        | pantà de Santa Anna | Llitera Ivars de Noguera Os de Balaguer               | embassament      | Superfície: 768ha Volum: 237hm³ Conca: 1757.5km² | 41° 52′ 58″ N, 0° 34′ 49″ E / 41.88270833°N,0.58026667°E 378.7 msnm                   |           | Pantà de Santa Anna | Modifica les dades a Wikidata |

## entitat singular de població
| imatge | Nom                     | Ubicat a       | instància de                                                    | Detalls                      | coordenades                                                          | Protecció | Commons (més fotos)     | Dades a WD                    |
| ------ | ----------------------- | -------------- | --------------------------------------------------------------- | ---------------------------- | -------------------------------------------------------------------- | --------- | ----------------------- | ----------------------------- |
|        | Alberola                | Os de Balaguer | entitat singular de població                                    | 11 hab                       | 41° 56′ 12″ N, 0° 40′ 40″ E / 41.93654444°N,0.6779°E 661 msnm        |           | Alberola                | Modifica les dades a Wikidata |
|        | Gerb                    | Os de Balaguer | entitat singular de població entitat municipal descentralitzada | 682 hab Superfície: 18.19km² | 41° 49′ 21″ N, 0° 48′ 16″ E / 41.82247°N,0.80456694444444°E 244 msnm |           | Gerb                    | Modifica les dades a Wikidata |
|        | Os de Balaguer          | Os de Balaguer | entitat singular de població capital municipal                  | 367 hab                      | 41° 52′ 23″ N, 0° 43′ 13″ E / 41.87314°N,0.72017°E 451 msnm          |           |                         | Modifica les dades a Wikidata |
|        | el Monestir d'Avellanes | Os de Balaguer | entitat singular de població                                    | 12 hab                       | 41° 52′ 29″ N, 0° 45′ 27″ E / 41.874649°N,0.757404°E 536 msnm        |           | El Monestir d'Avellanes | Modifica les dades a Wikidata |

## església
| imatge | Nom                                                  | Ubicat a                  | instància de      | Detalls                                                           | coordenades | Protecció                                                               | Commons (més fotos)                                  | Dades a WD                    |
| ------ | ---------------------------------------------------- | ------------------------- | ----------------- | ----------------------------------------------------------------- | --- | ----------------------------------------------------------------------- | ---------------------------------------------------- | ----------------------------- |
|        | Capella de la Mare de Déu del Roser                  | Os de Balaguer            | església          | Estil: arquitectura popular                                       | | bé integrant del patrimoni cultural català                              |                                                      | Modifica les dades a Wikidata |
|        | Mare de Déu d'Aguilar                                | Os de Balaguer            | església          | Estil: arquitectura neoclàssica arquitectura popular 18th century | 41° 51′ 35″ N, 0° 44′ 14″ E / 41.859701°N,0.737165°E ca:A la dreta del barranc d'Aguilar, al sud-est d'Os 437 msnm | bé integrant del patrimoni cultural català                              | Mare de Déu d'Aguilar                                | Modifica les dades a Wikidata |
|        | Mare de Déu de Cérvoles                              | Os de Balaguer            | església          | Estil: arquitectura popular 18th century                          | 41° 52′ 59″ N, 0° 39′ 34″ E / 41.882988°N,0.65943°E ca:A ponent d'Os, al Serrat de la Guineu 778 msnm              | bé integrant del patrimoni cultural català                              | Mare de Déu de Cérvoles                              | Modifica les dades a Wikidata |
|        | Mare de Déu del Castell de Tragó                     | Tragó de Noguera          | església capella  | Estat: ruïnós                                                     | 41° 56′ 47″ N, 0° 36′ 34″ E / 41.9463703685005°N,0.609365977991117°E 425 msnm                                      |                                                                         |                                                      | Modifica les dades a Wikidata |
|        | Sant Antoni de Gerb                                  | Os de Balaguer            | església          | Estil: arquitectura popular                                       | 41° 52′ 20″ N, 0° 43′ 10″ E / 41.872224°N,0.719309°E Gerb                                                          | bé integrant del patrimoni cultural català                              | Sant Antoni d'Os de Balaguer                         | Modifica les dades a Wikidata |
|        | Sant Antoni de Pàdua d'Alberola                      | Os de Balaguer            | església          | Estil: arquitectura popular 16th century                          | 41° 56′ 07″ N, 0° 40′ 44″ E / 41.9351472222°N,0.67885°E ca:Plaça de l'Església d'Alberola 663 msnm                 | bé integrant del patrimoni cultural català                              | Sant Antoni de Pàdua d'Alberola                      | Modifica les dades a Wikidata |
|        | Sant Miquel d'Os de Balaguer                         | Os de Balaguer            | església          | Estil: arquitectura barroca                                       | 41° 52′ 18″ N, 0° 43′ 07″ E / 41.87156°N,0.718612°E                                                                | bé cultural d'interès local                                             | Sant Miquel d'Os de Balaguer                         | Modifica les dades a Wikidata |
|        | Sant Salvador d'Os de Balaguer                       | Os de Balaguer            | església          | Estil: arquitectura popular                                       | 41° 54′ 34″ N, 0° 38′ 45″ E / 41.909434°N,0.645781°E ca:Nord del pla de Vila-seca 761 msnm                         |                                                                         | Sant Salvador d'Os de Balaguer                       | Modifica les dades a Wikidata |
|        | Sant Salvador de Blancafort                          | Blancafort Os de Balaguer | església          | Estil: arquitectura romànica arquitectura popular 12nd century    | 41° 58′ 53″ N, 0° 38′ 00″ E / 41.981425°N,0.633236°E ca:Sota les aigües del pantà de Canelles                      | bé integrant del patrimoni cultural català                              | Sant Salvador de Blancafort                          | Modifica les dades a Wikidata |
|        | Sant Salvador de Gerb                                | Os de Balaguer            | església          | Estil: art preromànic arquitectura romànica 9th century           | 41° 49′ 22″ N, 0° 48′ 17″ E / 41.8226527778°N,0.804625°E ca:Plaça de l'Església, Gerb 244 msnm                     | bé integrant del patrimoni cultural català                              | Sant Salvador de Gerb                                | Modifica les dades a Wikidata |
|        | Santa Bàrbara d'Os de Balaguer                       | Os de Balaguer            | església          | Estil: arquitectura popular                                       | 41° 52′ 18″ N, 0° 43′ 03″ E / 41.871711°N,0.717616°E                                                               | bé integrant del patrimoni cultural català                              | Santa Bàrbara d'Os de Balaguer                       | Modifica les dades a Wikidata |
|        | Santa Maria de Montessor                             | Os de Balaguer            | església          | Estil: arquitectura romànica Estat: ruïnós                        | 41° 55′ 32″ N, 0° 38′ 32″ E / 41.9255305556°N,0.6421°E 925 msnm                                                    |                                                                         | Santa Maria de Montessor                             | Modifica les dades a Wikidata |
|        | Santa Maria de Vallverd                              | Tragó de Noguera          | església monestir | Estil: arquitectura romànica                                      | 41° 56′ 03″ N, 0° 37′ 12″ E / 41.934121°N,0.620054°E                                                               | element de la Llista Vermella del Patrimoni bé cultural d'interès local | Santa Maria de Vallverd                              | Modifica les dades a Wikidata |
|        | església vella de Sant Salvador de Gerb              | Os de Balaguer            | església          | Estil: arquitectura romànica arquitectura popular 11st century    | 41° 49′ 31″ N, 0° 48′ 11″ E / 41.82523°N,0.803132°E ca:Al Tossal damunt el nucli de Gerb 310 msnm                  | bé integrant del patrimoni cultural català                              | Església vella de Sant Salvador de Gerb              | Modifica les dades a Wikidata |
|        | monestir de Santa Maria de Bellpuig de les Avellanes | Os de Balaguer            | església monestir | Estil: arquitectura romànica Llarg: 30m Ample: 30m                | 41° 52′ 31″ N, 0° 45′ 28″ E / 41.87538056°N,0.75780556°E                                                           | bé d'interès cultural bé cultural d'interès nacional                    | Monestir de Santa Maria de Bellpuig de les Avellanes | Modifica les dades a Wikidata |

## font
| imatge | Nom                    | Ubicat a       | instància de  | Detalls                                  | coordenades                                                                                           | Protecció                                  | Commons (més fotos) | Dades a WD                    |
| ------ | ---------------------- | -------------- | ------------- | ---------------------------------------- | --- | ------------------------------------------ | ------------------- | ----------------------------- |
|        | font Coberta           | Os de Balaguer | font          |                                          | 41° 53′ 20″ N, 0° 38′ 54″ E / 41.8888894039807°N,0.648356452405944°E                                  |                                            |                     | Modifica les dades a Wikidata |
|        | font d'Alberola        | Os de Balaguer | font          |                                          | 41° 55′ 54″ N, 0° 40′ 34″ E / 41.9317571494269°N,0.676173722154883°E                                  |                                            |                     | Modifica les dades a Wikidata |
|        | font de Canelles       | Os de Balaguer | font          |                                          | 41° 57′ 53″ N, 0° 37′ 32″ E / 41.9647696875104°N,0.625426801884587°E                                  |                                            |                     | Modifica les dades a Wikidata |
|        | font de Jaume Caresmar | Os de Balaguer | font monument | Estil: arquitectura barroca 1964         | 41° 52′ 31″ N, 0° 45′ 29″ E / 41.875306°N,0.758039°E                                                  | bé integrant del patrimoni cultural català |                     | Modifica les dades a Wikidata |
|        | font de Lluell         | Os de Balaguer | font          |                                          | 41° 55′ 32″ N, 0° 40′ 20″ E / 41.9255156249953°N,0.67215537944433°E                                   |                                            |                     | Modifica les dades a Wikidata |
|        | font de Peret Parrai   | Os de Balaguer | font          |                                          | 41° 53′ 54″ N, 0° 43′ 23″ E / 41.8982480607071°N,0.723015788252439°E                                  |                                            |                     | Modifica les dades a Wikidata |
|        | font de Sampitot       | Os de Balaguer | font          | Estil: arquitectura barroca 18th century | 41° 52′ 18″ N, 0° 43′ 09″ E / 41.871655°N,0.719101°E ca:Pl. de la Font Vella, Os de Balaguer 455 msnm | bé integrant del patrimoni cultural català | Font de Sampitot    | Modifica les dades a Wikidata |
|        | font de Sojorn         | Os de Balaguer | font          |                                          | 41° 51′ 25″ N, 0° 44′ 55″ E / 41.8568768332044°N,0.748722637043568°E                                  |                                            |                     | Modifica les dades a Wikidata |
|        | font de l'Angeleta     | Os de Balaguer | font          |                                          | 41° 55′ 48″ N, 0° 38′ 07″ E / 41.9299666889487°N,0.635257462162299°E                                  |                                            |                     | Modifica les dades a Wikidata |
|        | font de l'Obaga        | Os de Balaguer | font          |                                          | 41° 57′ 24″ N, 0° 38′ 03″ E / 41.956735684312°N,0.63411071422765°E                                    |                                            |                     | Modifica les dades a Wikidata |
|        | font de la Sisquella   | Os de Balaguer | font          |                                          | 41° 52′ 16″ N, 0° 39′ 45″ E / 41.8710843195957°N,0.662456569457828°E                                  |                                            |                     | Modifica les dades a Wikidata |
|        | font del Pau           | Os de Balaguer | font          |                                          | 41° 51′ 20″ N, 0° 39′ 11″ E / 41.8555219948684°N,0.653193780304619°E                                  |                                            |                     | Modifica les dades a Wikidata |
|        | font del Solà          | Os de Balaguer | font          |                                          | 41° 52′ 08″ N, 0° 41′ 25″ E / 41.86888561897°N,0.69018364362788°E                                     |                                            |                     | Modifica les dades a Wikidata |
|        | font la Minguet        | Os de Balaguer | font          |                                          | 41° 54′ 00″ N, 0° 42′ 21″ E / 41.8998934671355°N,0.705694838492465°E                                  |                                            |                     | Modifica les dades a Wikidata |

## granja
| imatge | Nom                       | Ubicat a       | instància de | Detalls | coordenades                                                          | Protecció | Commons (més fotos) | Dades a WD                    |
| ------ | ------------------------- | -------------- | ------------ | ------- | -------------------------------------------------------------------- | --------- | ------------------- | ----------------------------- |
|        | Granges de Llobet         | Os de Balaguer | granja       |         | 41° 48′ 55″ N, 0° 48′ 17″ E / 41.8151999664993°N,0.804719830504398°E |           |                     | Modifica les dades a Wikidata |
|        | Granges de l'Aiguader     | Os de Balaguer | granja       |         | 41° 48′ 43″ N, 0° 48′ 11″ E / 41.811872939218°N,0.803112006469251°E  |           |                     | Modifica les dades a Wikidata |
|        | Granges del Convent       | Os de Balaguer | granja       |         | 41° 52′ 26″ N, 0° 45′ 24″ E / 41.8739453644078°N,0.756642777482262°E |           |                     | Modifica les dades a Wikidata |
|        | Granges del Grup          | Os de Balaguer | granja       |         | 41° 52′ 28″ N, 0° 43′ 37″ E / 41.8743525973888°N,0.726985500891191°E |           |                     | Modifica les dades a Wikidata |
|        | Granges del Molí de Bòria | Os de Balaguer | granja       |         | 41° 51′ 00″ N, 0° 43′ 44″ E / 41.849959043489°N,0.729006065215413°E  |           |                     | Modifica les dades a Wikidata |
|        | Granja de Joan Pau        | Os de Balaguer | granja       |         | 41° 52′ 54″ N, 0° 42′ 55″ E / 41.881675042088°N,0.715216816082302°E  |           |                     | Modifica les dades a Wikidata |
|        | Granja de Rotellà         | Os de Balaguer | granja       |         | 41° 48′ 59″ N, 0° 48′ 15″ E / 41.81634395693°N,0.804259374275814°E   |           |                     | Modifica les dades a Wikidata |
|        | Granja del Julian         | Os de Balaguer | granja       |         | 41° 49′ 10″ N, 0° 48′ 40″ E / 41.8195800285941°N,0.811011452881629°E |           |                     | Modifica les dades a Wikidata |
|        | Granja del Muñoz          | Os de Balaguer | granja       |         | 41° 49′ 23″ N, 0° 48′ 37″ E / 41.823142617683°N,0.810336196668125°E  |           |                     | Modifica les dades a Wikidata |
|        | Granja del Rigo           | Os de Balaguer | granja       |         | 41° 49′ 39″ N, 0° 47′ 53″ E / 41.8276281928678°N,0.798117910196923°E |           |                     | Modifica les dades a Wikidata |

## jaciment arqueològic
| imatge | Nom                      | Ubicat a       | instància de                                | Detalls | coordenades                                        | Protecció                      | Commons (més fotos) | Dades a WD                    |
| ------ | ------------------------ | -------------- | ------------------------------------------- | ------- | -------------------------------------------------- | ------------------------------ | ------------------- | ----------------------------- |
|        | Abric del Corral d'Esmet | Os de Balaguer | jaciment arqueològic gruta amb art rupestre |         | 41° 53′ 35″ N, 0° 40′ 35″ E / 41.89301°N,0.67641°E | bé cultural d'interès nacional |                     | Modifica les dades a Wikidata |
|        | Abric del Francès I      | Os de Balaguer | jaciment arqueològic gruta amb art rupestre |         | 41° 53′ 43″ N, 0° 40′ 18″ E / 41.89528°N,0.67161°E | bé cultural d'interès nacional |                     | Modifica les dades a Wikidata |
|        | Abric del Francès II     | Os de Balaguer | jaciment arqueològic gruta amb art rupestre |         | 41° 53′ 42″ N, 0° 40′ 19″ E / 41.89507°N,0.67188°E | bé cultural d'interès nacional |                     | Modifica les dades a Wikidata |

## masia
| imatge | Nom                     | Ubicat a            | instància de | Detalls                     | coordenades                                                                                              | Protecció                   | Commons (més fotos)          | Dades a WD                    |
| ------ | ----------------------- | ------------------- | ------------ | --------------------------- | --- | --------------------------- | ---------------------------- | ----------------------------- |
|        | Cal Crueto              | Os de Balaguer      | masia        |                             | 41° 49′ 21″ N, 0° 48′ 08″ E / 41.8225381074121°N,0.802265697460583°E                                     |                             |                              | Modifica les dades a Wikidata |
|        | Cal Fontova             | Os de Balaguer      | masia        |                             | 41° 49′ 23″ N, 0° 48′ 23″ E / 41.8231199031242°N,0.80631546218367°E                                      |                             |                              | Modifica les dades a Wikidata |
|        | Cal Lluïsó              | Os de Balaguer      | masia        |                             | 41° 49′ 26″ N, 0° 48′ 19″ E / 41.8237862217471°N,0.80536558366961°E                                      |                             |                              | Modifica les dades a Wikidata |
|        | Cal Mango               | Os de Balaguer      | masia        |                             | 41° 49′ 24″ N, 0° 48′ 29″ E / 41.8234209385194°N,0.807930649529451°E                                     |                             |                              | Modifica les dades a Wikidata |
|        | Cal Planero             | Os de Balaguer      | masia        |                             | 41° 49′ 39″ N, 0° 47′ 56″ E / 41.8275619576793°N,0.798890822196218°E                                     |                             |                              | Modifica les dades a Wikidata |
|        | Casa del Met            | Os de Balaguer      | masia        |                             | 41° 49′ 35″ N, 0° 48′ 03″ E / 41.8264913563854°N,0.800830000327192°E                                     |                             |                              | Modifica les dades a Wikidata |
|        | Era de l'Anton          | Os de Balaguer      | masia        |                             | 41° 50′ 15″ N, 0° 49′ 15″ E / 41.837589797807°N,0.820814884011525°E                                      |                             |                              | Modifica les dades a Wikidata |
|        | Mas Cristòfol           | Os de Balaguer      | masia        |                             | 41° 54′ 50″ N, 0° 38′ 12″ E / 41.913913639511°N,0.63679091999629°E                                       |                             |                              | Modifica les dades a Wikidata |
|        | Mas Fortuny             | Os de Balaguer      | masia        |                             | 41° 52′ 03″ N, 0° 39′ 58″ E / 41.867498602164°N,0.66613650242447°E                                       |                             |                              | Modifica les dades a Wikidata |
|        | Mas de Ferrando         | Os de Balaguer      | masia        |                             | 41° 58′ 07″ N, 0° 39′ 26″ E / 41.9686912272973°N,0.657163988148173°E                                     |                             |                              | Modifica les dades a Wikidata |
|        | Mas de Garravella       | Os de Balaguer      | masia        |                             | 41° 57′ 59″ N, 0° 39′ 24″ E / 41.9663201471255°N,0.656599276713525°E                                     |                             |                              | Modifica les dades a Wikidata |
|        | Mas del Notari          | Os de Balaguer      | masia        |                             | 41° 52′ 02″ N, 0° 44′ 26″ E / 41.8671357215138°N,0.740518897867178°E                                     |                             |                              | Modifica les dades a Wikidata |
|        | Mas del Sebastià        | Os de Balaguer      | masia        |                             | 41° 56′ 12″ N, 0° 39′ 39″ E / 41.9365906630266°N,0.66096931966758°E                                      |                             |                              | Modifica les dades a Wikidata |
|        | Masia de Tandonés       | Os de Balaguer      | masia        |                             | 41° 54′ 38″ N, 0° 36′ 53″ E / 41.9105138461177°N,0.614804378269917°E                                     |                             |                              | Modifica les dades a Wikidata |
|        | Torre de Concurta       | Os de Balaguer      | masia        |                             | 41° 57′ 06″ N, 0° 34′ 41″ E / 41.951614938989°N,0.57816429180224°E                                       |                             |                              | Modifica les dades a Wikidata |
|        | Torre de Frago          | Os de Balaguer      | masia        |                             | 41° 49′ 33″ N, 0° 48′ 07″ E / 41.8257655312499°N,0.801962617431978°E                                     |                             |                              | Modifica les dades a Wikidata |
|        | Torre de Mitgissé       | Os de Balaguer      | masia        |                             | 41° 50′ 31″ N, 0° 48′ 42″ E / 41.8420283467364°N,0.811739613574671°E                                     |                             |                              | Modifica les dades a Wikidata |
|        | Torre del Bep de Miquel | Os de Balaguer      | masia        |                             | 41° 56′ 21″ N, 0° 34′ 25″ E / 41.9391818420951°N,0.573665485907557°E                                     |                             |                              | Modifica les dades a Wikidata |
|        | Torre del Canyo         | Os de Balaguer Gerb | masia        |                             | 41° 49′ 09″ N, 0° 47′ 24″ E / 41.8191955887809°N,0.79000323173824°E                                      |                             |                              | Modifica les dades a Wikidata |
|        | Torre del Carlà         | Os de Balaguer      | masia        |                             | 41° 49′ 23″ N, 0° 48′ 51″ E / 41.8230542090367°N,0.814204190370196°E                                     |                             |                              | Modifica les dades a Wikidata |
|        | Torre del Figuerol      | Os de Balaguer      | masia        |                             | 41° 51′ 13″ N, 0° 40′ 12″ E / 41.8534770201278°N,0.669964347469057°E                                     |                             |                              | Modifica les dades a Wikidata |
|        | Torre del Gili          | Os de Balaguer      | masia        |                             | 41° 49′ 42″ N, 0° 48′ 44″ E / 41.828422803472°N,0.812359772120528°E                                      |                             |                              | Modifica les dades a Wikidata |
|        | Torre del Jano          | Os de Balaguer      | masia        |                             | 41° 50′ 10″ N, 0° 48′ 49″ E / 41.8360641568463°N,0.813520504745289°E                                     |                             |                              | Modifica les dades a Wikidata |
|        | Torre del Manel         | Os de Balaguer      | masia        |                             | 41° 49′ 39″ N, 0° 48′ 36″ E / 41.8275761187472°N,0.809992395356087°E                                     |                             |                              | Modifica les dades a Wikidata |
|        | Torre del Metge         | Os de Balaguer      | masia        |                             | 41° 53′ 01″ N, 0° 42′ 58″ E / 41.8836087513547°N,0.715991511563111°E                                     |                             |                              | Modifica les dades a Wikidata |
|        | Torre del Palillo       | Os de Balaguer      | masia        |                             | 41° 57′ 17″ N, 0° 35′ 12″ E / 41.9547026165564°N,0.58664968809306°E                                      |                             |                              | Modifica les dades a Wikidata |
|        | Torre del Quelet        | Os de Balaguer      | masia        |                             | 41° 48′ 42″ N, 0° 48′ 27″ E / 41.8115507087551°N,0.807456800099245°E                                     |                             |                              | Modifica les dades a Wikidata |
|        | Torre del Ros           | Os de Balaguer      | masia        |                             | 41° 56′ 11″ N, 0° 35′ 01″ E / 41.9362662997091°N,0.583594148199269°E                                     |                             |                              | Modifica les dades a Wikidata |
|        | Torre del Sauló         | Os de Balaguer      | masia        |                             | 41° 49′ 25″ N, 0° 49′ 00″ E / 41.8236337677483°N,0.816737066004329°E                                     |                             |                              | Modifica les dades a Wikidata |
|        | Torre del Vicenç        | Os de Balaguer      | masia        |                             | 41° 48′ 40″ N, 0° 48′ 23″ E / 41.8112420167356°N,0.806383892450216°E                                     |                             |                              | Modifica les dades a Wikidata |
|        | Torre del Xop           | Os de Balaguer      | masia        |                             | 41° 49′ 06″ N, 0° 48′ 34″ E / 41.818325918683°N,0.809477000782698°E                                      |                             |                              | Modifica les dades a Wikidata |
|        | Torre dels Frares       | Os de Balaguer      | masia        |                             | 41° 49′ 17″ N, 0° 48′ 29″ E / 41.8212643018412°N,0.808184841301932°E                                     |                             |                              | Modifica les dades a Wikidata |
|        | lo Mací                 | Os de Balaguer      | masia        |                             | 41° 50′ 20″ N, 0° 46′ 10″ E / 41.838933920311°N,0.7695426031768°E                                        |                             |                              | Modifica les dades a Wikidata |
|        | mas Gorreta             | Os de Balaguer      | masia        | Estil: arquitectura popular | 41° 55′ 13″ N, 0° 38′ 24″ E / 41.920333°N,0.639911°E ca:Partida Font de l'Horta, Os de Balaguer 900 msnm | bé cultural d'interès local | Mas Gorreta (Os de Balaguer) | Modifica les dades a Wikidata |
|        | Ço de Guitllo           | Os de Balaguer      | masia        |                             | 41° 55′ 16″ N, 0° 38′ 52″ E / 41.9211906811778°N,0.647761029396346°E 917 msnm                            |                             | Ço de Guitllo                | Modifica les dades a Wikidata |

## muntanya
| imatge | Nom                           | Ubicat a                                                        | instància de | Detalls | coordenades | Protecció | Commons (més fotos)         | Dades a WD                    |
| ------ | ----------------------------- | --------------------------------------------------------------- | ------------ | ------- | --- | --------- | --------------------------- | ----------------------------- |
|        | Cap de la Serra de Blancafort | Os de Balaguer Àger                                             | muntanya     |         | 41° 57′ 28″ N, 0° 39′ 06″ E / 41.9578°N,0.651678°E 870.8 msnm                                                          |           |                             | Modifica les dades a Wikidata |
|        | Guardialta                    | Os de Balaguer                                                  | muntanya     |         | 41° 53′ 08″ N, 0° 43′ 37″ E / 41.8855°N,0.726858°E 711.1 msnm                                                          |           |                             | Modifica les dades a Wikidata |
|        | Lo Cogulló                    | Os de Balaguer                                                  | muntanya     |         | 41° 53′ 05″ N, 0° 40′ 07″ E / 41.8846°N,0.668649°E 912.7 msnm                                                          |           |                             | Modifica les dades a Wikidata |
|        | Lo Picot                      | Os de Balaguer                                                  | muntanya     |         | 41° 56′ 20″ N, 0° 33′ 36″ E / 41.93889722°N,0.56002778°E 41° 56′ 21″ N, 0° 33′ 39″ E / 41.93905°N,0.56077°E 873.2 msnm |           |                             | Modifica les dades a Wikidata |
|        | Puig de la Verge              | Os de Balaguer                                                  | muntanya     |         | 41° 52′ 21″ N, 0° 45′ 32″ E / 41.8725°N,0.758858°E 541.4 msnm                                                          |           |                             | Modifica les dades a Wikidata |
|        | Punta d'Óssos                 | Os de Balaguer                                                  | muntanya     |         | 41° 56′ 59″ N, 0° 37′ 57″ E / 41.949799°N,0.632397°E 1014 msnm                                                         |           | Punta d'Óssos               | Modifica les dades a Wikidata |
|        | Roca Roja                     | Os de Balaguer Castelló de Farfanya                             | muntanya     |         | 41° 51′ 09″ N, 0° 45′ 39″ E / 41.85240444°N,0.76073333°E 608.2 msnm                                                    |           |                             | Modifica les dades a Wikidata |
|        | Roca Roja                     | Os de Balaguer                                                  | muntanya     |         | 41° 51′ 33″ N, 0° 42′ 57″ E / 41.8591°N,0.715942°E 537.3 msnm                                                          |           |                             | Modifica les dades a Wikidata |
|        | Roques de Pequeny             | Os de Balaguer                                                  | muntanya     |         | 41° 54′ 38″ N, 0° 41′ 45″ E / 41.91054167°N,0.69583056°E 700 msnm                                                      |           |                             | Modifica les dades a Wikidata |
|        | Torreta dels Quatre Batlles   | Os de Balaguer les Avellanes i Santa Linya Castelló de Farfanya | muntanya     |         | 41° 51′ 06″ N, 0° 46′ 08″ E / 41.85164056°N,0.76892778°E 616 msnm                                                      |           | Torreta dels Quatre Batlles | Modifica les dades a Wikidata |
|        | Tossal Gros                   | Os de Balaguer Castelló de Farfanya                             | muntanya     |         | 41° 50′ 58″ N, 0° 44′ 31″ E / 41.84930556°N,0.74185°E 545.8 msnm                                                       |           |                             | Modifica les dades a Wikidata |
|        | Tossal Gros                   | Os de Balaguer                                                  | muntanya     |         | 41° 50′ 31″ N, 0° 46′ 58″ E / 41.84202222°N,0.78280833°E 495.7 msnm                                                    |           |                             | Modifica les dades a Wikidata |
|        | Tossal Rodó                   | Os de Balaguer                                                  | muntanya     |         | 41° 51′ 33″ N, 0° 44′ 02″ E / 41.85926944°N,0.73383639°E 507.9 msnm                                                    |           |                             | Modifica les dades a Wikidata |
|        | Tossal de Gomiols             | Os de Balaguer                                                  | muntanya     |         | 41° 51′ 45″ N, 0° 42′ 41″ E / 41.86257222°N,0.71140833°E 632 msnm                                                      |           |                             | Modifica les dades a Wikidata |
|        | Tossal de la Guàrdia          | Os de Balaguer                                                  | muntanya     |         | 41° 55′ 07″ N, 0° 38′ 42″ E / 41.9187°N,0.644961°E 990.2 msnm                                                          |           |                             | Modifica les dades a Wikidata |
|        | Tossal de la Masia            | Os de Balaguer                                                  | muntanya     |         | 41° 51′ 08″ N, 0° 44′ 10″ E / 41.8522°N,0.736114°E 448.1 msnm                                                          |           |                             | Modifica les dades a Wikidata |
|        | Tossal de la Quadra           | Os de Balaguer                                                  | muntanya     |         | 41° 59′ 21″ N, 0° 37′ 14″ E / 41.9892°N,0.620567°E 717.9 msnm                                                          |           |                             | Modifica les dades a Wikidata |
|        | Tossal de les Euques          | Os de Balaguer                                                  | muntanya     |         | 41° 55′ 26″ N, 0° 39′ 19″ E / 41.92396944°N,0.65524722°E 997.3 msnm                                                    |           |                             | Modifica les dades a Wikidata |
|        | Tossal del Pas                | Os de Balaguer                                                  | muntanya     |         | 41° 52′ 58″ N, 0° 40′ 20″ E / 41.88286944°N,0.67231111°E 902.8 msnm                                                    |           |                             | Modifica les dades a Wikidata |
|        | Tossal del Pi                 | Os de Balaguer                                                  | muntanya     |         | 41° 51′ 51″ N, 0° 44′ 38″ E / 41.86423056°N,0.74385°E 492.4 msnm                                                       |           |                             | Modifica les dades a Wikidata |
|        | Tossal del Riu                | Os de Balaguer                                                  | muntanya     |         | 41° 50′ 31″ N, 0° 47′ 56″ E / 41.84201389°N,0.79881111°E 408.5 msnm                                                    |           |                             | Modifica les dades a Wikidata |
|        | els Picons                    | Os de Balaguer                                                  | muntanya     |         | 41° 55′ 33″ N, 0° 38′ 30″ E / 41.9258368303°N,0.641572525273°E 951 msnm                                                |           | Els Picons (Os de Balaguer) | Modifica les dades a Wikidata |
|        | la Volteria                   | Os de Balaguer                                                  | muntanya     |         | 41° 55′ 56″ N, 0° 33′ 52″ E / 41.9322°N,0.56445833°E 851 msnm                                                          |           |                             | Modifica les dades a Wikidata |

## nucli de població
| imatge | Nom               | Ubicat a            | instància de                                           | Detalls | coordenades                                                                 | Protecció | Commons (més fotos) | Dades a WD                    |
| ------ | ----------------- | ------------------- | ------------------------------------------------------ | ------- | --------------------------------------------------------------------------- | --------- | ------------------- | ----------------------------- |
|        | Blancafort        | Os de Balaguer      | nucli de població                                      |         | 41° 58′ 24″ N, 0° 38′ 43″ E / 41.97334402399°N,0.64537834901172°E           |           |                     | Modifica les dades a Wikidata |
|        | Cantaperdius      | Os de Balaguer Gerb | nucli de població nucli d'entitat singular de població | 41 hab  | 41° 50′ 20″ N, 0° 48′ 46″ E / 41.838867506636°N,0.81290068691443°E 236 msnm |           |                     | Modifica les dades a Wikidata |
|        | Cases de Canelles | Os de Balaguer      | nucli de població                                      |         | 41° 57′ 54″ N, 0° 37′ 25″ E / 41.9649859629198°N,0.623693185831966°E        |           |                     | Modifica les dades a Wikidata |
|        | Montessor         | Os de Balaguer      | nucli de població                                      |         | 41° 55′ 32″ N, 0° 38′ 31″ E / 41.925475°N,0.642041°E 920 msnm               |           | Montessor           | Modifica les dades a Wikidata |
|        | el Club Segre     | Gerb Os de Balaguer | nucli de població nucli d'entitat singular de població | 19 hab  | 41° 50′ 13″ N, 0° 49′ 21″ E / 41.8368291°N,0.82239212°E 235 msnm            |           |                     | Modifica les dades a Wikidata |

## pont
| imatge | Nom                      | Ubicat a                 | instància de | Detalls                                                                                 | coordenades                                                             | Protecció                                  | Commons (més fotos)      | Dades a WD                    |
| ------ | ------------------------ | ------------------------ | ------------ | --------------------------------------------------------------------------------------- | ----------------------------------------------------------------------- | ------------------------------------------ | ------------------------ | ----------------------------- |
|        | Pont de Farfanya         | Os de Balaguer           | pont         |                                                                                         | 41° 52′ 00″ N, 0° 43′ 18″ E / 41.8666121968112°N,0.721777755093797°E    |                                            |                          | Modifica les dades a Wikidata |
|        | Pont del Congost         | Os de Balaguer           | pont         |                                                                                         | 41° 53′ 25″ N, 0° 42′ 41″ E / 41.8903095736208°N,0.711485943358409°E    |                                            |                          | Modifica les dades a Wikidata |
|        | Pont dels Baulons        | Os de Balaguer           | pont         |                                                                                         | 41° 53′ 36″ N, 0° 42′ 27″ E / 41.8932112944675°N,0.707513126712156°E    |                                            |                          | Modifica les dades a Wikidata |
|        | lo Pont                  | Os de Balaguer Estopanyà | pont         | Travessa: Noguera Ribagorçana                                                           | 41° 58′ 25″ N, 0° 36′ 42″ E / 41.9736162915484°N,0.611677736999111°E    |                                            |                          | Modifica les dades a Wikidata |
|        | pont de Tragó de Noguera | Os de Balaguer           | pont         | Estil: arquitectura romànica Travessa: Noguera Ribagorçana Estat: enderrocat o destruït | 41° 56′ 45″ N, 0° 36′ 25″ E / 41.94579°N,0.606869°E ca:Tragó de Noguera | bé integrant del patrimoni cultural català | Pont de Tragó de Noguera | Modifica les dades a Wikidata |

## serra
| imatge | Nom                     | Ubicat a                                    | instància de | Detalls      | coordenades                                                         | Protecció | Commons (més fotos) | Dades a WD                    |
| ------ | ----------------------- | ------------------------------------------- | ------------ | ------------ | ------------------------------------------------------------------- | --------- | ------------------- | ----------------------------- |
|        | Damunt del Senyor       | Os de Balaguer                              | serra        |              | 41° 52′ 33″ N, 0° 44′ 10″ E / 41.87592778°N,0.73621111°E 616 msnm   |           |                     | Modifica les dades a Wikidata |
|        | Matamala                | Ivars de Noguera Os de Balaguer             | serra        |              | 41° 53′ 28″ N, 0° 38′ 09″ E / 41.8912°N,0.635884°E 772 msnm         |           |                     | Modifica les dades a Wikidata |
|        | Serra de Sant Miquel    | les Avellanes i Santa Linya Os de Balaguer  | serra        |              | 41° 54′ 43″ N, 0° 41′ 45″ E / 41.912°N,0.695883°E 962.1 msnm        |           |                     | Modifica les dades a Wikidata |
|        | Serra de Sojorn         | Castelló de Farfanya Os de Balaguer         | serra        |              | 41° 51′ 06″ N, 0° 45′ 24″ E / 41.8518°N,0.756544°E 608.2 msnm       |           |                     | Modifica les dades a Wikidata |
|        | Serra de la Guineu      | Os de Balaguer                              | serra        |              | 41° 52′ 20″ N, 0° 41′ 39″ E / 41.8721°N,0.69405278°E                |           | Serra de la Guineu  | Modifica les dades a Wikidata |
|        | Serra de la Torreta     | Os de Balaguer                              | serra        |              | 41° 50′ 54″ N, 0° 46′ 12″ E / 41.84830556°N,0.77005°E               |           |                     | Modifica les dades a Wikidata |
|        | la Rovellosa            | Os de Balaguer                              | serra        |              | 41° 54′ 25″ N, 0° 37′ 56″ E / 41.90705833°N,0.6321°E 640.5 msnm     |           |                     | Modifica les dades a Wikidata |
|        | serra d'Os              | Os de Balaguer                              | serra        |              | 41° 51′ 54″ N, 0° 42′ 20″ E / 41.8649°N,0.705575°E 688.7 msnm       |           |                     | Modifica les dades a Wikidata |
|        | serra de Blancafort     | Os de Balaguer                              | serra        | Llarg: 6.1km | 41° 57′ 49″ N, 0° 38′ 08″ E / 41.963617°N,0.635684°E 923 msnm       |           | Serra de Blancafort | Modifica les dades a Wikidata |
|        | serra de Canvim         | les Avellanes i Santa Linya Os de Balaguer  | serra        |              | 41° 51′ 32″ N, 0° 45′ 51″ E / 41.8589°N,0.764078°E 621.1 msnm       |           |                     | Modifica les dades a Wikidata |
|        | serra de Centsous       | Os de Balaguer                              | serra        |              | 41° 51′ 20″ N, 0° 40′ 16″ E / 41.85543333°N,0.67124167°E 545.9 msnm |           |                     | Modifica les dades a Wikidata |
|        | serra de Mont-ras       | Castelló de Farfanya Os de Balaguer         | serra        |              | 41° 50′ 41″ N, 0° 44′ 04″ E / 41.84479167°N,0.7345425°E 485.4 msnm  |           |                     | Modifica les dades a Wikidata |
|        | serra de Montdeví       | Os de Balaguer                              | serra        | Llarg: 5.8km | 41° 57′ 00″ N, 0° 37′ 51″ E / 41.949872°N,0.630785°E 1014 msnm      |           | Serra de Montdeví   | Modifica les dades a Wikidata |
|        | serra de l'Àliga        | Algerri Castelló de Farfanya Os de Balaguer | serra        |              | 41° 50′ 35″ N, 0° 40′ 39″ E / 41.84315556°N,0.67752222°E 580.2 msnm |           |                     | Modifica les dades a Wikidata |
|        | serra de la Móra        | Os de Balaguer                              | serra        |              | 41° 50′ 36″ N, 0° 47′ 22″ E / 41.8432°N,0.789322°E                  |           |                     | Modifica les dades a Wikidata |
|        | serra de la Volteria    | Os de Balaguer                              | serra        |              | 41° 55′ 57″ N, 0° 33′ 50″ E / 41.93238889°N,0.56376944°E 851 msnm   |           |                     | Modifica les dades a Wikidata |
|        | serra de les Guardioles | Os de Balaguer                              | serra        |              | 41° 51′ 27″ N, 0° 42′ 13″ E / 41.8575°N,0.703622°E 523.5 msnm       |           |                     | Modifica les dades a Wikidata |
|        | serra del Convent       | Os de Balaguer                              | serra        |              | 41° 52′ 27″ N, 0° 44′ 13″ E / 41.87418889°N,0.73695556°E 807.4 msnm |           |                     | Modifica les dades a Wikidata |
|        | serra dels Monts        | Os de Balaguer                              | serra        |              | 41° 55′ 30″ N, 0° 35′ 31″ E / 41.9251°N,0.591872°E 716.9 msnm       |           |                     | Modifica les dades a Wikidata |

## vèrtex geodèsic
| imatge | Nom                      | Ubicat a       | instància de    | Detalls   | coordenades                                                       | Protecció | Commons (més fotos) | Dades a WD                    |
| ------ | ------------------------ | -------------- | --------------- | --------- | ----------------------------------------------------------------- | --------- | ------------------- | ----------------------------- |
|        | Osos (tossal dels Ossos) | Os de Balaguer | vèrtex geodèsic | Alt: 1.2m | 41° 56′ 59″ N, 0° 37′ 56″ E / 41.949793°N,0.63235°E 1013.573 msnm |           |                     | Modifica les dades a Wikidata |
|        | Pou                      | Os de Balaguer | vèrtex geodèsic | Alt: 1.2m | 41° 55′ 13″ N, 0° 39′ 25″ E / 41.920315°N,0.65708°E 1033.611 msnm |           |                     | Modifica les dades a Wikidata |
|        | Tossal de Pas            | Os de Balaguer | vèrtex geodèsic | Alt: 1.2m | 41° 52′ 58″ N, 0° 40′ 21″ E / 41.882774°N,0.672434°E 903.225 msnm |           |                     | Modifica les dades a Wikidata |

## zona humida
| imatge | Nom                  | Ubicat a       | instància de            | Detalls             | coordenades                                        | Protecció | Commons (més fotos) | Dades a WD                    |
| ------ | -------------------- | -------------- | ----------------------- | ------------------- | -------------------------------------------------- | --------- | ------------------- | ----------------------------- |
|        | Bassa del Macip      | Os de Balaguer | zona humida             | Superfície: 3.98ha  | 41° 50′ 31″ N, 0° 46′ 31″ E / 41.8419°N,0.775301°E |           |                     | Modifica les dades a Wikidata |
|        | partidor de Balaguer | Gerb Camarasa  | zona humida embassament | Superfície: 67.95ha | 41° 50′ 37″ N, 0° 49′ 35″ E / 41.8435°N,0.8263°E   |           |                     | Modifica les dades a Wikidata |

## Misc
| imatge | Nom                                     | Ubicat a                                            | instància de                                                                        | Detalls                                                                                           | coordenades                                                                                               | Protecció                                                                                        | Commons (més fotos)                     | Dades a WD                    |
| ------ | --------------------------------------- | --------------------------------------------------- | ----------------------------------------------------------------------------------- | ------------------------------------------------------------------------------------------------- | --- | ------------------------------------------------------------------------------------------------ | --------------------------------------- | ----------------------------- |
|        | Estació de Gerb                         | Os de Balaguer                                      | estació de ferrocarril                                                              |                                                                                                   | 41° 49′ 24″ N, 0° 48′ 43″ E / 41.82333333333333°N,0.8120277777777777°E                                    |                                                                                                  | Estació de Gerb                         | Modifica les dades a Wikidata |
|        | Molí de Bòria                           | Os de Balaguer                                      | molí d'aigua                                                                        |                                                                                                   | 41° 50′ 59″ N, 0° 43′ 35″ E / 41.8497297291446°N,0.726520788715385°E                                      |                                                                                                  |                                         | Modifica les dades a Wikidata |
|        | Pas cobert d'Os de Balaguer             | Os de Balaguer                                      | passatge                                                                            | Estil: arquitectura popular                                                                       | 41° 52′ 17″ N, 0° 43′ 05″ E / 41.87143°N,0.71795°E ca:C. del Castell 470 msnm                             | bé integrant del patrimoni cultural català                                                       | Pas cobert d'Os de Balaguer             | Modifica les dades a Wikidata |
|        | Pilar de la Verge                       | Os de Balaguer                                      | monument                                                                            |                                                                                                   | 41° 52′ 22″ N, 0° 45′ 32″ E / 41.8726722990308°N,0.758783965134224°E ca:Monestir d'Avellanes 541 msnm     |                                                                                                  |                                         | Modifica les dades a Wikidata |
|        | Segre                                   | Catalunya Pirineus Orientals                        | riu curs d'aigua riu aurífer                                                        | Desemboca: Ebre Llarg: 265km Conca: 22400km²                                                      | 42° 24′ 09″ N, 2° 06′ 30″ E / 42.4025°N,2.1084°E 41° 21′ 48″ N, 0° 18′ 16″ E / 41.3633°N,0.3044°E         |                                                                                                  | Segre River                             | Modifica les dades a Wikidata |
|        | Torre Serra                             | Gerb Os de Balaguer                                 | nucli d'entitat singular de població                                                | 9 hab                                                                                             | 41° 49′ 20″ N, 0° 48′ 54″ E / 41.82228027°N,0.81502576°E 227 msnm                                         |                                                                                                  |                                         | Modifica les dades a Wikidata |
|        | Torre de Cérvoles                       | Os de Balaguer                                      | torre de sentinella                                                                 | Estil: arquitectura popular 10th century                                                          | 41° 52′ 52″ N, 0° 39′ 23″ E / 41.881108°N,0.656474°E 816 msnm                                             | bé integrant del patrimoni cultural català                                                       | Torre de Cérvoles                       | Modifica les dades a Wikidata |
|        | Tragó de Noguera                        | Os de Balaguer                                      | ciutat fantasma nucli de població                                                   |                                                                                                   | 41° 56′ 43″ N, 0° 36′ 34″ E / 41.945403°N,0.609411°E                                                      |                                                                                                  | Tragó de Noguera                        | Modifica les dades a Wikidata |
|        | casa Gorreta                            | Os de Balaguer                                      | casa                                                                                | Estil: arquitectura popular                                                                       | 41° 52′ 10″ N, 0° 43′ 11″ E / 41.869396°N,0.719768°E ca:Carrer Avall, 18, Os de Balaguer 444 msnm         | bé cultural d'interès local                                                                      | Casa Gorreta                            | Modifica les dades a Wikidata |
|        | casa consistorial d'Os de Balaguer      | Os de Balaguer                                      | casa consistorial                                                                   |                                                                                                   | 41° 52′ 15″ N, 0° 43′ 07″ E / 41.8708297°N,0.7185371°E                                                    |                                                                                                  |                                         | Modifica les dades a Wikidata |
|        | cova dels Vilars                        | Os de Balaguer                                      | gruta amb art rupestre jaciment arqueològic                                         |                                                                                                   | 41° 52′ 21″ N, 0° 42′ 38″ E / 41.872385°N,0.710686°E                                                      | bé d'interès cultural lloc component de Patrimoni de la Humanitat bé cultural d'interès nacional |                                         | Modifica les dades a Wikidata |
|        | lledoners del Monestir de les Avellanes | Os de Balaguer                                      | arbre singular                                                                      | Taxon: lledoner (Celtis australis) Ample: 17.18m Alt: 18.23m Perímetre: 1.3m                      | 41° 52′ 32″ N, 0° 45′ 28″ E / 41.875511°N,0.757791°E monestir de Santa Maria de Bellpuig de les Avellanes |                                                                                                  | Lledoners del Monestir de les Avellanes | Modifica les dades a Wikidata |
|        | presa de Canelles                       | província d'Osca província de Lleida Os de Balaguer | central hidroelèctrica presa d'arc Ús: energia hidroelèctrica regadiu aigua potable | Arquitecte: Eduardo Torroja Miret Victorià Muñoz i Oms 1955 Llarg: 210m Alt: 150m Volum: 333000m³ | 41° 58′ 43″ N, 0° 36′ 44″ E / 41.978611111111°N,0.61222222222222°E Noguera Ribagorçana 508 357 msnm       | bé integrant del patrimoni cultural català                                                       | Canelles Reservoir                      | Modifica les dades a Wikidata |